# Iven Austbø
Iven Austbø (Stavanger, 22 febbraio 1985) è un ex calciatore norvegese, di ruolo portiere.

## Carriera

### Club
Austbø iniziò la carriera professionistica nel Viking e debuttò nell'Eliteserien il 3 ottobre 2004, nella partita pareggiata per due a due contro il Bodø/Glimt: entrò in sostituzione di Frode Olsen. Giocò pochi incontri negli anni seguenti, mentre soltanto nell'Eliteserien 2007 ottenne maggiore spazio: fu infatti schierato in 17 gare.
Nel 2008, passò allo Stabæk: esordì il 12 maggio dello stesso anno, in una partita dell'edizione stagionale della Coppa di Norvegia, nel successo per quattordici a zero della sua squadra contro il Vestfossen. Il 26 ottobre giocò anche il primo match di campionato con la nuova maglia, quando subentrò a Jon Knudsen nel successo per sei a due sul Vålerenga. In quella stagione, la sua squadra vinse il campionato. Austbø fu in panchina anche nella Superfinalen del 2009, vinta sempre dallo Stabæk sul Vålerenga.
Il 12 gennaio 2011 fu reso noto il suo passaggio al Sandefjord. Il 19 novembre 2013, il Viking ufficializzò l'ingaggio di Austbø, che si legò al club con un contratto biennale.

### Nazionale
Austbø giocò 11 partite per la Norvegia under 21, tra il 2004 e il 2006. Debuttò il 17 agosto 2004, nella sconfitta per tre a due contro il Belgio under 21.

## Palmarès

### Club

#### Competizioni nazionali
- Campionato norvegese: 1

Stabæk: 2008
- Superfinalen: 1

Stabæk: 2009